# São Sebastião (Metro de Lisboa)
São Sebastião es una estación del Metro de Lisboa. Se sitúa en el municipio de Lisboa, entre las estaciones de Praça de Espanha y Parque de la Línea Azul. Es una de las once estaciones pertenecientes a la red original del metro de Lisboa, inaugurada el 29 de diciembre de 1959.
Esta estación se localiza en Avenida António Augusto de Aguiar, junto al cruce con Avenida Marquês de Fronteira. Posibilita el acceso al Alto del Parque Eduardo VII, al Barrio Azul, al centro comercial El Corte Inglés y al edificio sede de la Fundación Calouste Gulbenkian. El proyecto arquitectónico original (1959) es de la autoría del arquitecto Francisco Keil do Amaral y las intervenciones plásticas de la pintora Maria Keil. En 1977, la estación fue ampliada de acuerdo con un proyecto arquitectónico de la autoría del arquitecto Dinis Gomes y las intervenciones plásticas de la pintora Maria Keil. La ampliación de la estación implicó la prolongación de los andenes de embarque y la construcción de un nuevo atrio.
El 29 de agosto de 2009 fue inaugurada la extensión de la Línea Roja a la zona de São Sebastião da Pedreira, de la cual la estación de São Sebastião es estación terminal.